# 誰にも言わない
『誰にも言わない』（だれにもいわない）は、宇多田ヒカルの配信限定シングル。前作「Time」リリースから3週間が経った2020年5月29日に配信された。楽曲は、宇多田本人が出演する「サントリー天然水」TV-CMシリーズ5作目「光も風もいただきます。」に使用されている。「Time」同様、小袋成彬が共同プロデュースで参加している。

## 背景
2020年4月17日午前4時、宇多田自身が出演する「サントリー天然水」新CMに、新曲「誰にも言わない」が使われることが発表された。同日より、本楽曲が用いられたCMの30秒と60秒の2篇がWEB限定で公開され、同時に新曲を5月29日にリリースすることも公表された。本楽曲は、宇多田の2020年第2弾シングルで、配信限定シングルとしては12作目となる。また、ストリーミングでの同時解禁のシングルとしては、「Face My Fears」と「Time」に続き3作目となっている。

## 制作と録音
楽曲は、ロンドンのアビーロード・スタジオで録音された。エンジニアは、復帰以降の宇多田の全楽曲に関わってきたスティーヴ・フィッツモーリス　(Steve Fitzmaurice) が務めている。また、今回はボーカルの録音を宇多田自身が行った。ギターは、『Fantome』から宇多田の楽曲に参加するようになったベン・パーカー（Ben Parker) が、サックスは、ジャズサックス奏者でラッパーでもあるソウェト・キンチ（Soweto Kinch) が演奏している。
パーカッションは、以前に「ともだち with 小袋成彬」(2016年) で参加していたウィル・フライ (Will Fry) が担当しており、本楽曲のレコーディングでは、ウドゥ（Hadgini Udu）、ボンゴ（bongos）、シェイカー（shakers）、カホン（cajon,）、カシシ（caxixi）、シーズ（seeds）、ラトル（rattles）、カイシャ（caixa）、サンダー・ドラム（thunder drum）、コンガ（congas）等といった楽器を演奏した。

## 音楽性
本楽曲は、厚く繊細なサウンドのレイヤーと、16ビートに対して三連を基調として浮遊感を強調した譜割りを特徴とするR&Bナンバーである。太めのサックスの音色や多種多様なパーカッションが刻むリズム、エレクトロニカやヒップホップ、ジャズにも通じるコンテンポラリーな音楽性も特徴的である。その他にも、ダンス・ミュージックやアンビエント・ミュージックの要素もあるとされている。
歌詞では、主人公の"欲望"が直接的に表現されている。そして、その自分の欲望と刹那な快感に対する純粋な"肯定"が真っ直ぐに描かれており、また「感性を磨くことの重要性」も強調されている。

## 評価と批評
- ロックバンドのTHE NOVEMBERSは自身のTwitterで、「宇多田ヒカルの新曲・才能に、まるで恋をしているかのような状態になってしまい、心がざわついています」とコメントした[8] 。
- 批評家のimdkmは、リアルサウンドの記事にて、本楽曲を「『Fantome』（2016年）、『初恋』（2018年）を経て、いっそうのクリエイティブな飛躍を感じる濃密な作品」と評価し、また「場面を切り替えながら、サウンドが折り重なってテクスチャーをかたちづくり、スケール感の大きな世界を現出させる手際」が本楽曲の共同プロデューサー・小袋成彬の最新アルバム『Piercing』を彷彿とさせると述べた[3]。
- 音楽レビューサイト「Mikiki」の天野龍太郎は、「『Fantome』と『初恋』（2018年）で挑んだリズムやフロウの挑戦が、アトモスフェリックでなめらかなR&Bとして表現されている」とした[5]。
- 音楽プロデューサーの冨田恵一は、リアルサウンドのSpotifyオリジナルPodcast番組「TALK LIKE BEATS」にゲスト出演した際に、本楽曲について「跳ねた三連符がスクエアな16ビートの上に意識的に置かれている」と解釈し、また印象的なリフレインがアンビエントでトランシーな味わいを生んでいるとも指摘した[6]。

## CMとプロモーション
本楽曲は、宇多田が出演する「サントリー天然水」TV-CMシリーズ第5作目「光も風もいただきます。」篇に使われた。CMの30秒ver.と60秒ver.では、楽曲の別々の箇所が使用されている。CMは、前回までは山、川、雪というシチュエーションでの撮影だったが、今回は“活きた水”を表現するため「滝」が舞台とされた。宇多田が焚き火で暖を取りながら詩を朗読するシーンでは、企画当初は、制作チームが用意した詩集の一節を朗読する予定だったが、本楽曲「誰にも言わない」の世界観と重なる詩を読んだほうがいいのでは、という宇多田からの提案で、イギリスのロマン派詩人・ワーズワースの詩の一節(国木田独歩訳)が選ばれた。この演出に関して宇多田は、「詩も朗読すると歌になるので自分の歌が流れている状況だとぶつかってしまうかなと思ったんですけど、それが私の歌の歌詞ともすごく意味がピッタリだったので、そこもすごく楽しかったです」と語っている。なお朗読部分は以下。
「月光をして汝の逍遙を照らしめ（よ）、（霧深き）山谷の風をしてほしいままに汝を吹かしめよ。」
また前作「Time」同様に、本楽曲の配信開始に先駆けてオリジナルTシャツが抽選でもらえるキャンペーンが開催された。そのほか、同曲リリースを記念してオリジナル歌詞サイトもオープン。「誰にも言わない」の歌詞全編に加え、宇多田本人による英語訳詞も公開された。同サイトでは、歌詞のパートごとに感想をSNS上に投稿することができ、投稿された他の人からの感想も閲覧することができる。また、2020年5月の日曜日夜に5週連続で配信されたインスタライブ番組『自宅隔離中のヒカルパイセンに聞け！』の最終回（5月31日日曜日）で、宇多田は本楽曲のキーボード弾き語りを披露した。

## チャート成績
「誰にも言わない」は、初動3日間で1.4万DLを売上げ、Billboard JAPAN Download Songsの3位に初登場、総合チャートでは29位を記録した。オリコンが公表する『オリコン週間デジタル・シングル・ランキング』でも初登場3位を記録。
| チャート (2020)                       | 最高 順位 | 出典   |
| ------------------------------------- | --------- | ------ |
| Billboard Japan Hot 100               | 29        | [ 18 ] |
| Billboard Japan Download Songs        | 3         | [ 19 ] |
| Billboard Japan Streaming Songs       | 97        | [ 20 ] |
| US Billboard World Digital Song Sales | 21        | [ 21 ] |
| オリコンデジタルシングル              | 3         | [ 22 ] |
| オリコン合算シングル                  | 20        | [ 23 ] |

## クレジット
特設サイトの掲載より。
- 宇多田ヒカル：All Vocals・Keyboard・Programming・Vocal Recording (assited by Marek Deml)
- 小袋成彬：Keyboard・Programming
- Steve Fiztmaurice：Recording・Mixing
- Ben Parker：Guitar
- Soweto Kinch（英語版）：Saxphone
- Will Fry：Percussion
- 齊藤 裕也：Vocal Tracks Editing
- Daren Heelis：Additional Engineering（assited by Matt Jones)